# Arcen
Arcen – wieś w prowincji Limburgia, w Holandii 10 km na północ od Venlo nad brzegami Mozy.

## Klimat
Klimat jest umiarkowany. Średnia temperatura wynosi 8 °C. Najcieplejszym miesiącem jest lipiec (18 °C), a najzimniejszym miesiącem jest luty (0 °C).

## Miejscowość - atrakcje turystyczne
Arcen znajduje się po prawej stronie Mozy. Posiada nadbrzeżną promenadę ozdobioną latarniami ozdobionymi latem pelargoniami oraz mały port, z którego kursują statki wycieczkowe.
Centrum miasta ogranicza się do kilku ulic wokół dawnego ratusza, ceglanego budynku z portalem strzeżonym przez dwa kamienne lwy, na centralnym placu. Infrastruktura (małe hotele, pensjonaty, kawiarnie, restauracje, sklepy) jest nastawiona na ożywioną turystykę. Każdego roku w sezonie letnim małe miasteczko ożywia szereg imprez, targów i festiwali, na przykład  Elfia (Elf Fantasy Fair) we wrześniu od 2009.
Atrakcjami turystycznymi są ogrody zamku Arcen, ruiny wieży poboru opłat (część murów miejskich) z XV w., kościół, łaźnie termalne, browar "Hertog Jan" i młyn wodny Wijmarsche.
Ogrody zamku Arcen są jednymi z najpiękniejszych w Holandii, która uważana jest za wzór w ogrodnictwie i stanowią popularną atrakcję turystyczną w sezonie letnim. Otaczają kilka stawów z wodospadami, istnieje m.in. las ze starodrzewiem, wyspa z małpami sajmiri,  ogród różany, ogród wodny, ogród górski z różnymi odmianami hortensji i niezwykłą kolekcją różnych gatunków drzew (najbardziej z nich zróżnicowany), ogrody włoskie i w stylu dalekowschodnim. Żyją w nich czarne łabędzie, flamingi, bociany białe i perliczki hełmowate, a w stawach żyją ozdobne karpie i bieługi. Zimą ogrody są zamknięte.
Ogrody są dostępne dla osób na wózkach inwalidzkich, i rodziców z wózkami dziecięcymi. Na teren ogrodów można wejść z psem na smyczy (właściciel musi posiadać woreczki na odchody).

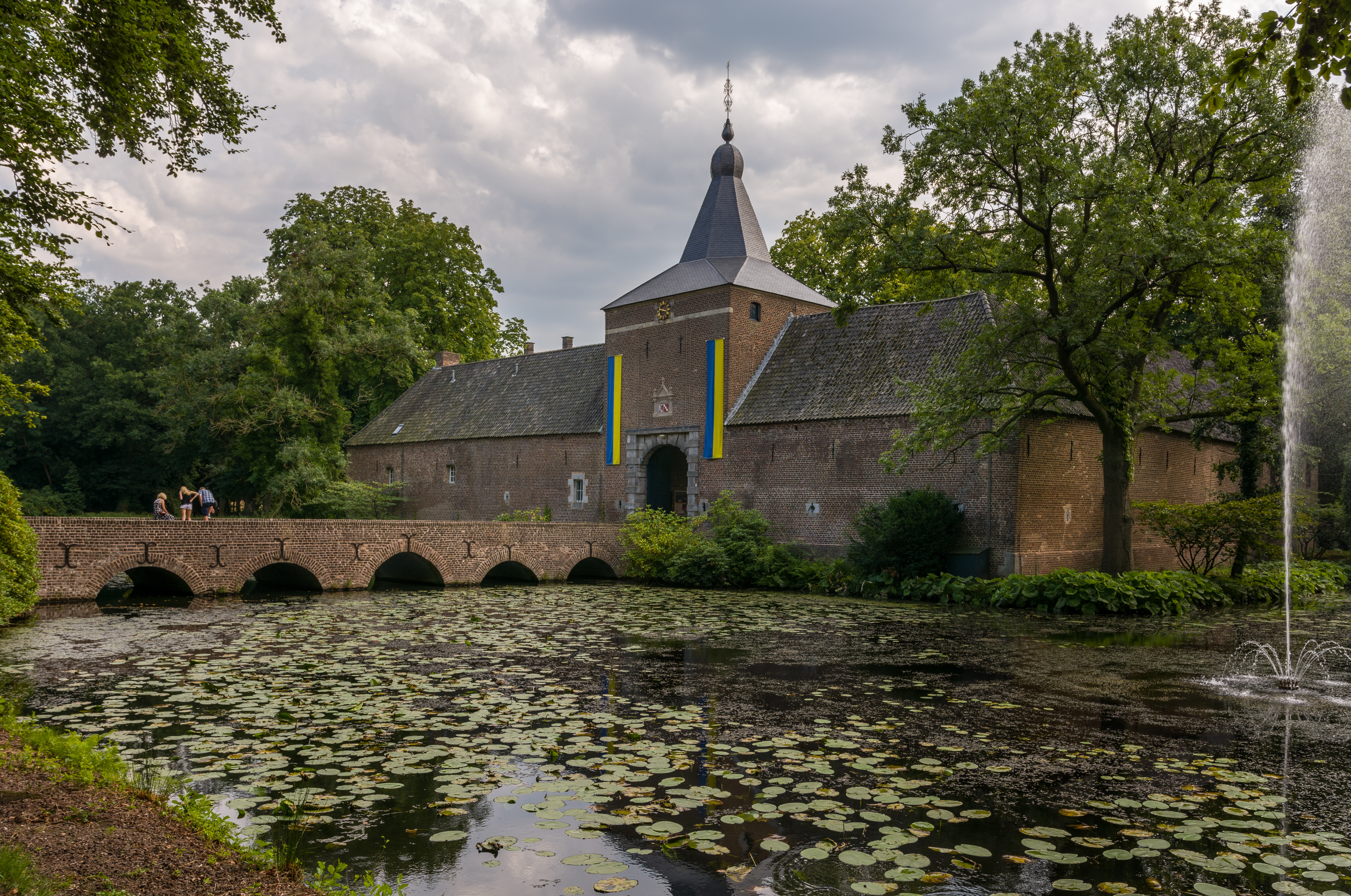
Zamek Arcen - przedzamcze z fosą
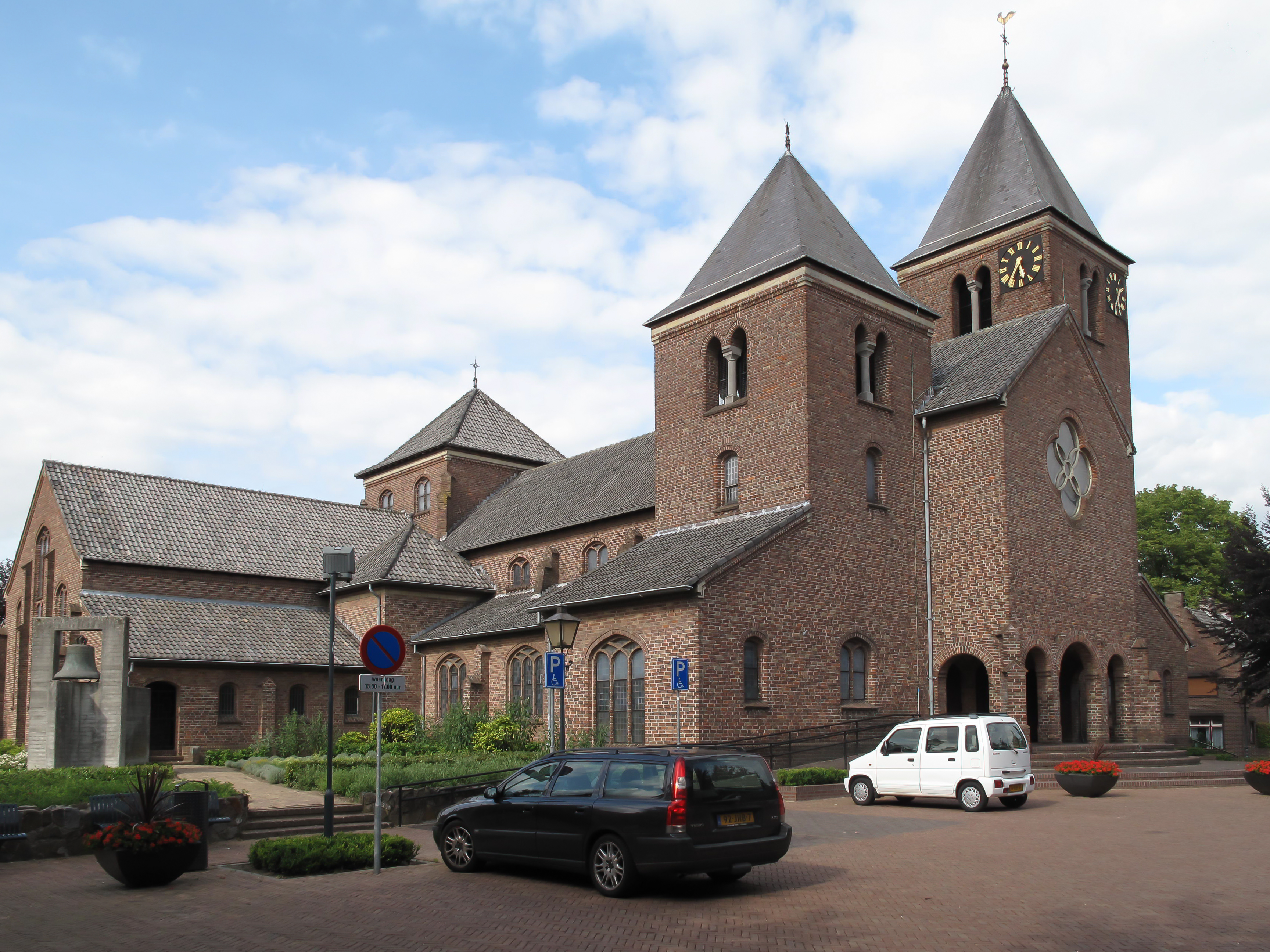
Kościół w Arcen
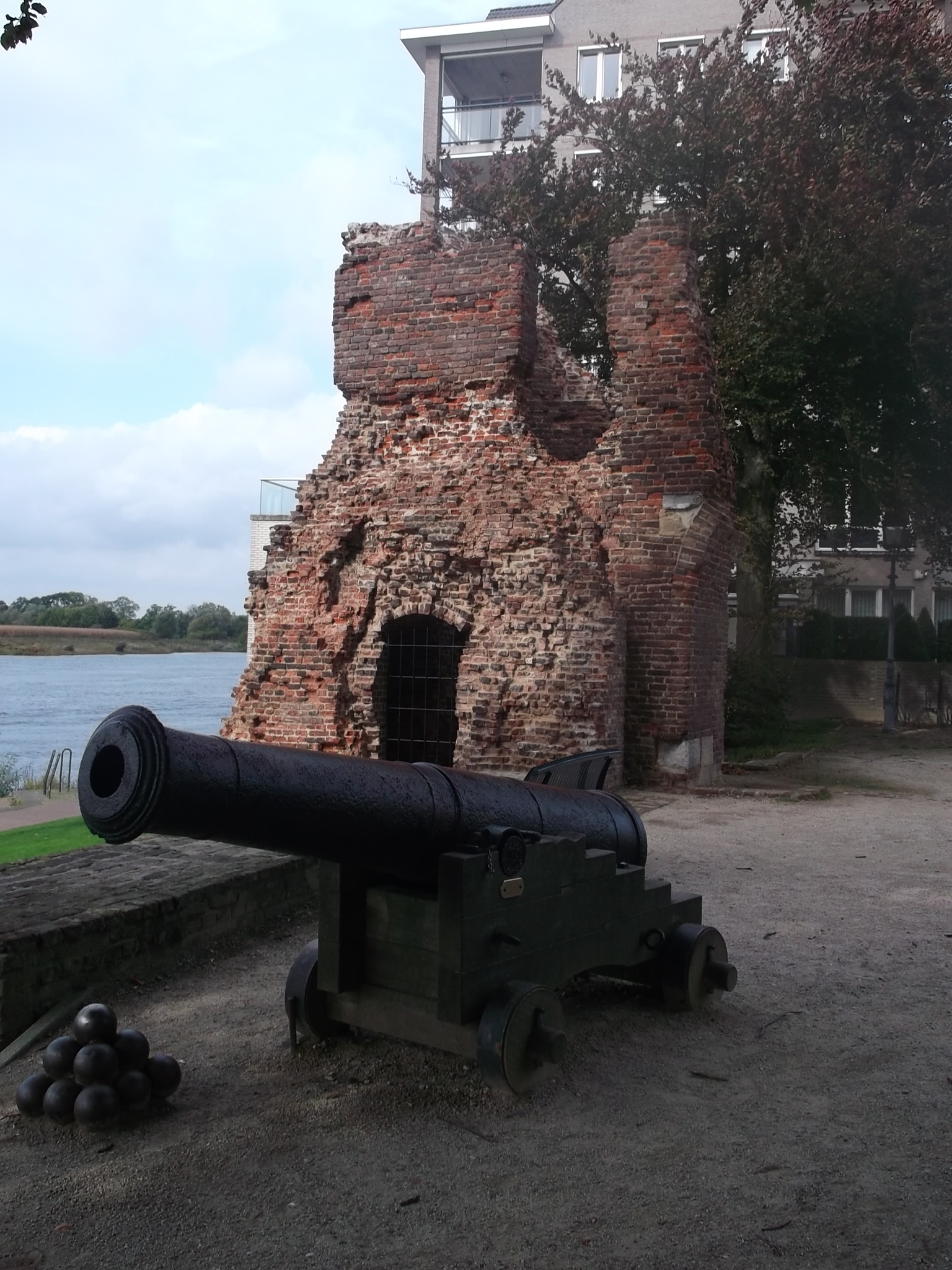
Wieża celna z częścią murów obronnych
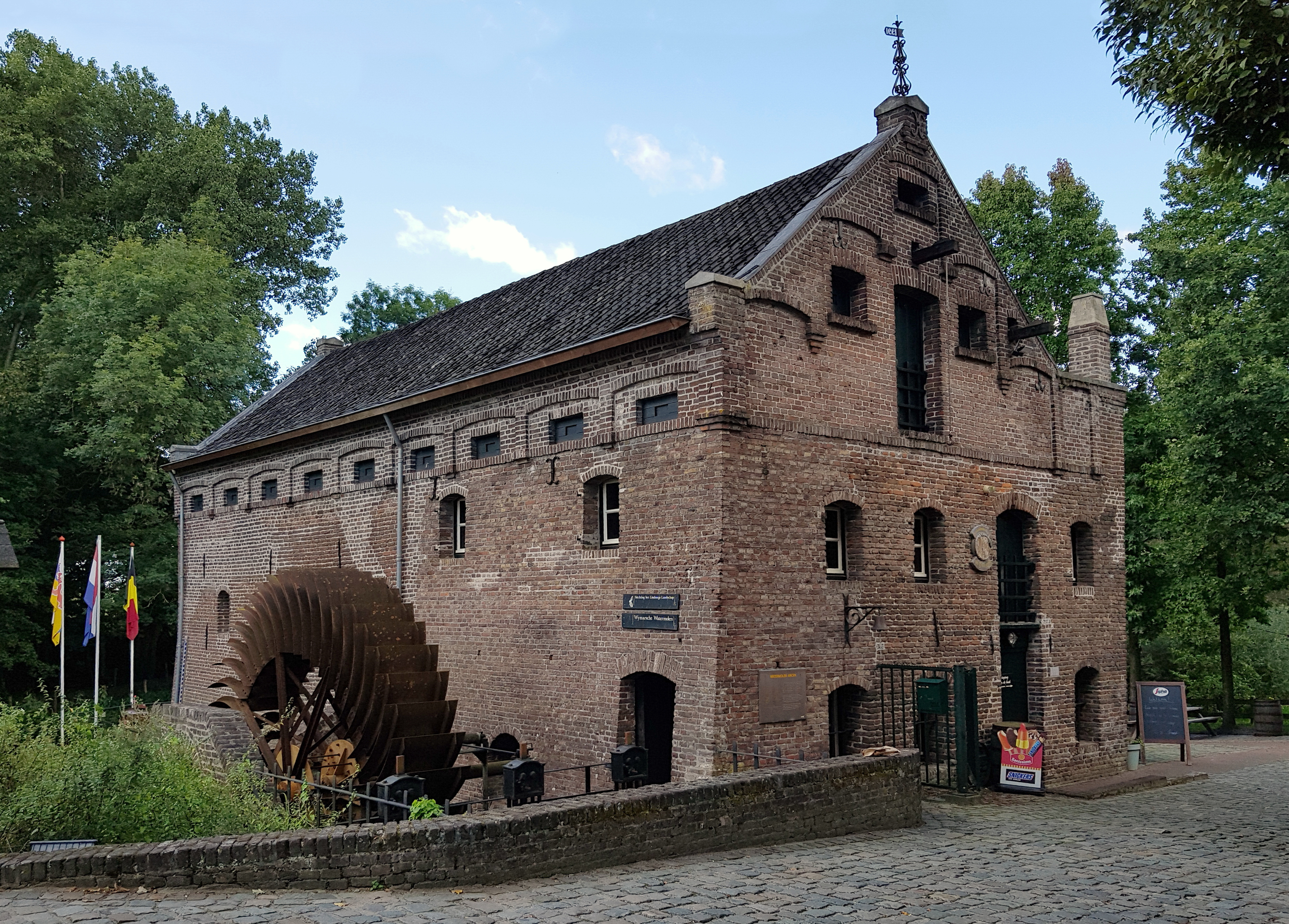
Młyn wodny Wijamarsche